# محمود نجدی
محمود نجدی (انگلیسی: Mahmoud Najdi؛ زادهٔ ۱ ژانویهٔ ۱۹۸۹) بازیکن فوتبال اهل آلمان است.
از باشگاه‌هایی که در آن بازی کرده‌است می‌توان به باشگاه فوتبال فورتونا دوسلدورف اشاره کرد.
وی همچنین در تیم ملی فوتبال Lebanon U20 بازی کرده‌است.